# Kassidy
Kassidy er et pop/rock-band fra Skotland, Storbritannien.